# Puya clava-herculis
Puya clava-herculis ist eine Pflanzenart aus der Familie der Bromeliengewächse (Bromeliaceae). 
Der Verbreitungsschwerpunkt liegt in Páramos in Ecuador und im kolumbianischen Departamento Nariño auf 3350 bis 4200 Meter Höhe. Sie wurde im Jahre 1904 durch Carl Christian Mez und Luis Sodiro erstbeschrieben. 

## Beschreibung

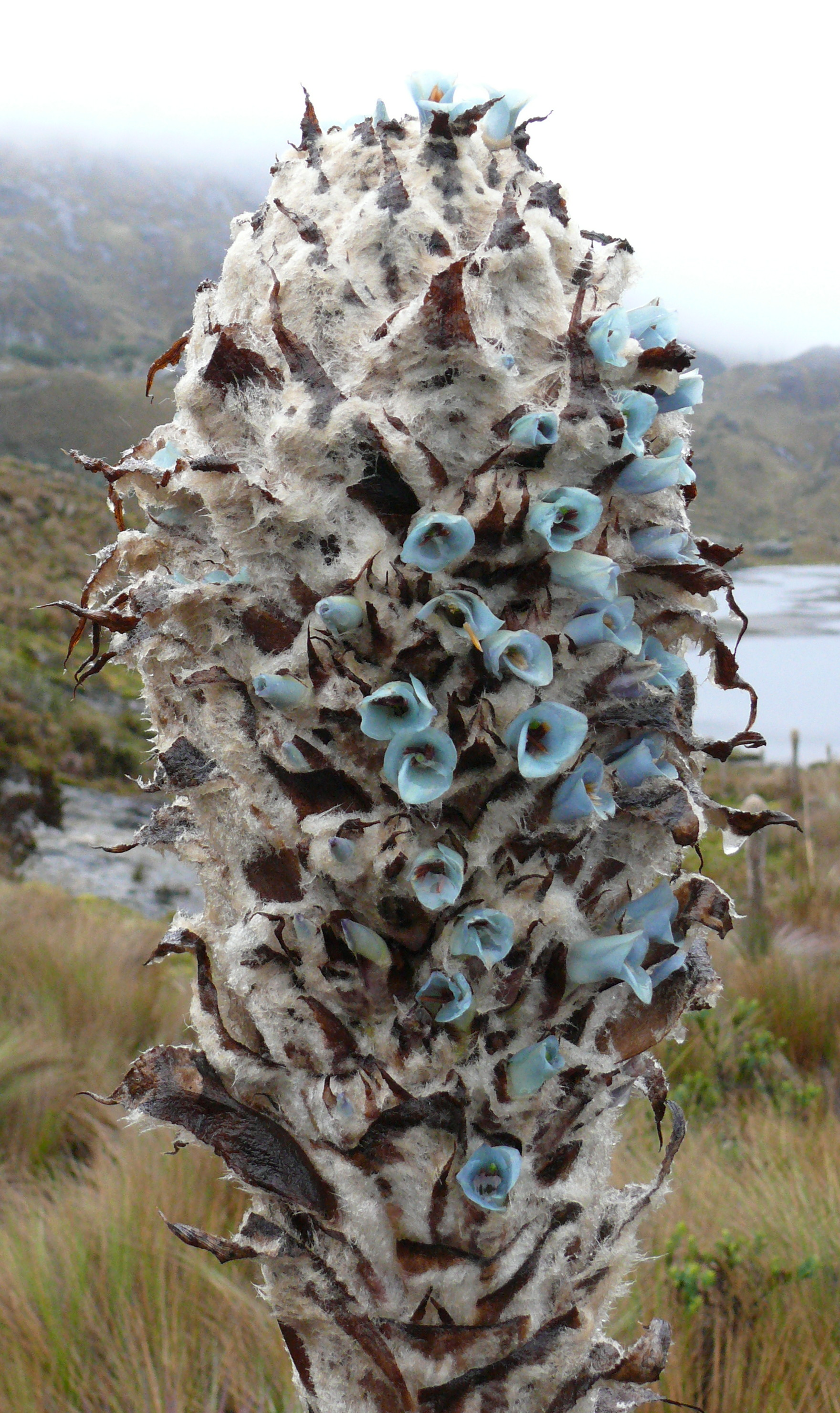
Behaarter Blütenstand mit hellblauen Blüten.

Der das Erscheinungsbild von Puya clava-herculis dominierende Blütenspross, wird zwischen einem und eineinhalb Meter groß und erreicht bis zu vier Zentimeter Durchmesser. Seinen Abschluss bildet der doppelt gefiederte Blütenstand, dessen ellipsoide beziehungsweise zylindrische Form einen Durchmesser von zehn Zentimeter und eine Länge von 17 Zentimetern erreicht. Die Oberfläche ist bräunlich geschuppt. Die lanzenförmigen primären Tragblätter sind ganzrandig. Ihre Spitzen überragend die Wolle des Blütenstandes. jeweils zwei bis vier der eigentlichen Blüten befinden sich an kleinen Zweigen des Blütenstandes. Die Tragblätter der Blüten überragen die blau-grünen Kelchblätter ein wenig und ähneln den primären Tragblättern. Insgesamt sind sie aber ein wenig kleiner, als die Primären. Die Blütenstiele sind gedrückt und kurz. Die ledrigen Kronblättern sind 2,5 bis 2,7 Zentimeter lang und spitz.

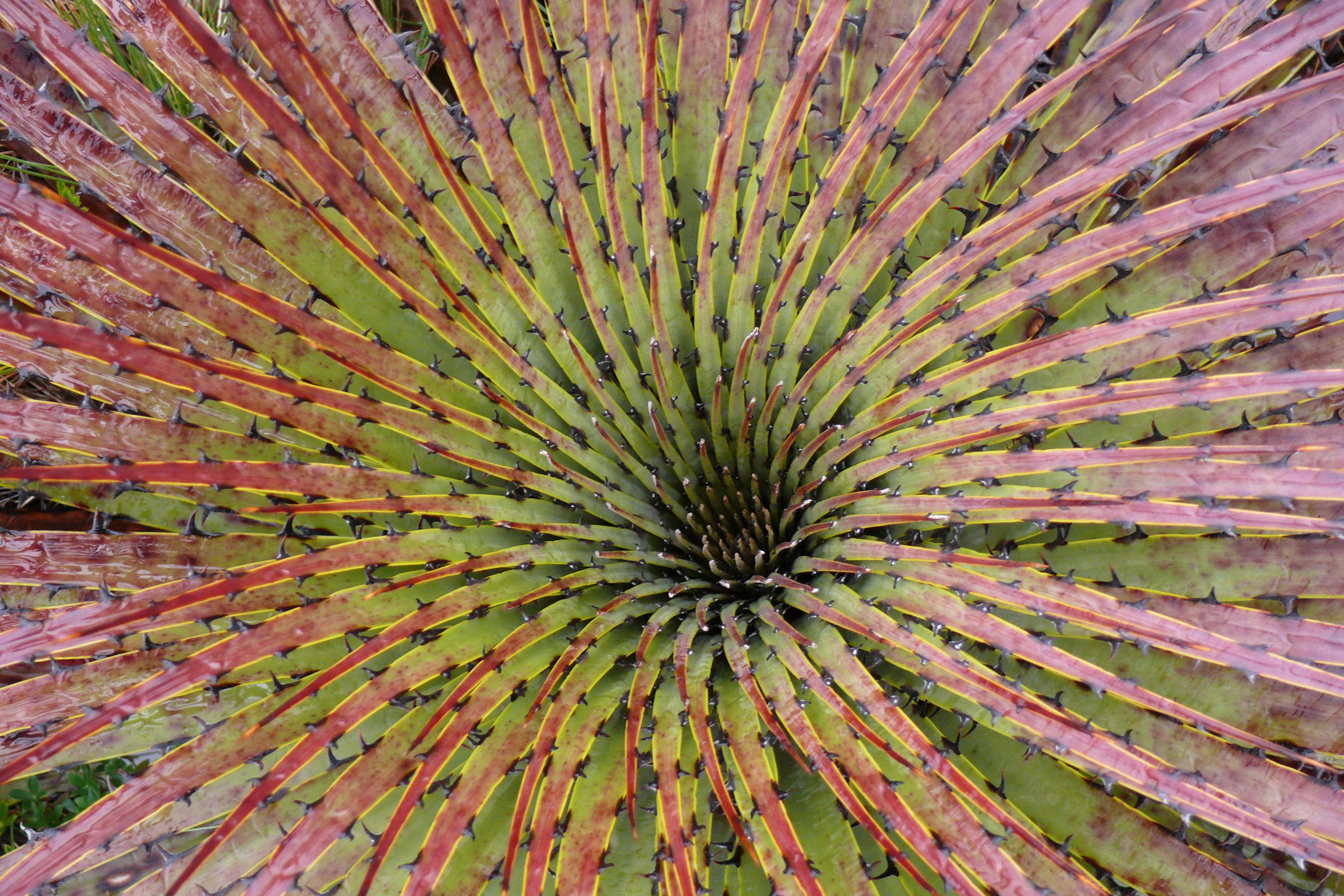
Die bewehrten Laubblätter stehen in einer Rosette.

Die Blätter werden 30 bis 40 Zentimeter lang und 2,5 Zentimeter breit. Sie haben eine kurze, eiförmige Blattscheide. Während die Oberseite des Blattes kahl ist, ist die Unterseite zwischen den Blattadern mit weißen Schuppen besetzt. Die Ränder sind leicht gesägt und besitzen dickliche zum Blatt hin gebogene, sechs bis neun Millimeter lange, braune Stacheln.